# Rocco van Straten
Rocco van Straten (Nieuwegein, 30 de marzo de 1991) es un deportista neerlandés que compitió en snowboard. Ganó una medalla de bronce en el Campeonato Mundial de Snowboard de 2011, en la prueba de big air.

## Medallero internacional
| Campeonato Mundial | Campeonato Mundial | Campeonato Mundial | Campeonato Mundial |
| Año                | Lugar              | Medalla            | Competición        |
| ------------------ | ------------------ | ------------------ | ------------------ |
| 2011               | La Molina (España) | Medalla de bronce  | Big air            |